# Martin Stadler (Schriftsteller)
Martin Stadler (* 29. Juni 1944 in Altdorf) ist ein Schweizer Schriftsteller.

## Leben
Martin Stadler wuchs in Altdorf in einer Arbeiterfamilie auf. Er besuchte die Primarschule in Altdorf, die ersten beiden Klassen des Gymnasiums am Kapuziner-Internat Stans und das Realgymnasium in Altdorf. Er absolvierte eine Lehre als Mechaniker. Anschliessend studierte er bis 1968 Maschinenbau an der HTL Luzern. Nach anderthalb Jahren Tätigkeit als Maschineningenieur absolvierte er die Aufnahmeprüfungen der Universität Bern. Dort studierte er Wirtschaftswissenschaft, Rechtswissenschaft und Medienwissenschaft und schloss 1973 mit dem Lizenziat ab. Er war tätig als Archivar, Journalist und Lehrbeauftragter. Seit 1977 ist Stadler hauptsächlich Berufsschriftsteller und Kleinverleger (Uranos Verlag).
Stadler ist Verfasser von Kolumnen, Reportagen, Romanen, Erzählungen, Tagebüchern, Theaterstücken und eines Hörspiels. Fiktionale Werke siedelt er zum Teil in dem literarischen Ort namens Schynigen an, der Kennern zufolge manche Ähnlichkeit mit der Innerschweiz hat. Sie erkunden, regional untermalt, die menschliche Verfasstheit in philosophischen und historischen Bezügen, sowohl im politischen als auch im privaten Kontext.
Stadler ist verheiratet und hat zwei Kinder.

## Werke
- BEGREIFEN ? AM LEBENSENDE, Roman. Komposition aus essayistischen, aphoristischen, lyrischen und erzählenden Fragmenten, 2021
- ALMANACH, Roman im Kleid einer essayistischen Collage, 2015
- VERGÄNGIG VERGÄNGLICH, Tagebuch-Texte 2008–2010, 2010
- SPRACHSUCHE im Ring der eigenen Region, 2009
- VERHÄNGNISSE, Vier Erzählungen, 2008
- BEWERBUNG EINES IGELS, Roman, Neufassung 2007
- VERTEIDIGUNG. Mord, Melancholie und Liebe zwischen Fastnacht und Ostern, Zucht und Sucht, Geld und Geist, Region und Migration, Roman, 2006
- HERR TILL verwirrt den Museumsgehilfen Alois in dem Wattigwiligerturm zu Bürglen in Uri oder Wilhelm Tell für Einheimische. Eine Schweizer Liebeskomödie, Novelle, 2004
- HERR TILL IM WATTIGWILIGERTURM oder Wilhelm Tell für Einheimische, Stück, 2004
- AUFRÄUMEN, Roman, 2001
- HUNGERTUCH. Unliebes-, Geburts-, Kriminal-, Lebens-, Gotteslästerer-, Irrenhaus- und Sterbe-geschichten aus dem Nachlaß eines Abendländers, im Grunde eine Liebesgeschichte, die vielleicht hätte gelingen können, Roman, 2000
- ZWISCHENHALT. Innen- und Aussenansichten der europäischen Kleinregion Uri, 1995
- LEBENSKUNDE. Eine hymnische Moritat, Hörspiel, 1991
- AM RANDE. Respektlose und andere Erzählungen und Berichte mitten aus der siebenhundertjährigen Urschweiz, 1991
- BRUCHZEITEN. Beobachtet in der Innerschweiz 1977–1983, 1983
- VERRÜCKTE WETTE, Theaterstück, 1983
- IN SCHYNIGEN, Erzählungen, 1983
- BEWERBUNG EINES IGELS, Roman, 1982
- DIE NEUEN POSTILLIONE, Erzählungen, 1979
- URNER ARBEITERGESCHICHTEN, 1979
- ALTDORF. 100 Jahre aus der Geschichte eines Dorfes, 1978
- UR(CH)IGES, regelmässige monatliche Kolumne, 1977–1994
- GESCHICHTE DER URNERISCHEN SOZIALPOLITIK, 1974

## Auszeichnungen
- 1981: Arthur-Weidmann-Preis
- 1982: Werkjahr der Heinrich-Danioth-Stiftung
- 1992: 1. Preis «Wort» des Brunner-Preises
- 1992: IRG-Förderungspreis
- 1997: Anerkennungspreis der Marianne-und-Curt-Dienemann-Stiftung
- 2001: Einzelwerkpreis Schweiz. Schillerstiftung für den Roman Hungertuch
- 2005: Innerschweizer Literaturpreis
- 2006: Johann-Peter-Hebel-Preis
- 2009: Stipendiat der Zuger Kulturstiftung Landis & Gyr in Berlin